# Neuhausen/Erzgeb.
Neuhausen/Erzgeb. ist eine Gemeinde im Erzgebirge. Die knapp 2700 Einwohner zählende Gemeinde liegt im Süden des Landkreises Mittelsachsen und ist für das Schloss Purschenstein, als Wintersportort und durch das Nussknackermuseum bekannt. Die Abkürzung „Erzgeb.“ im Gemeindenamen steht für „Erzgebirge“.

## Geographie

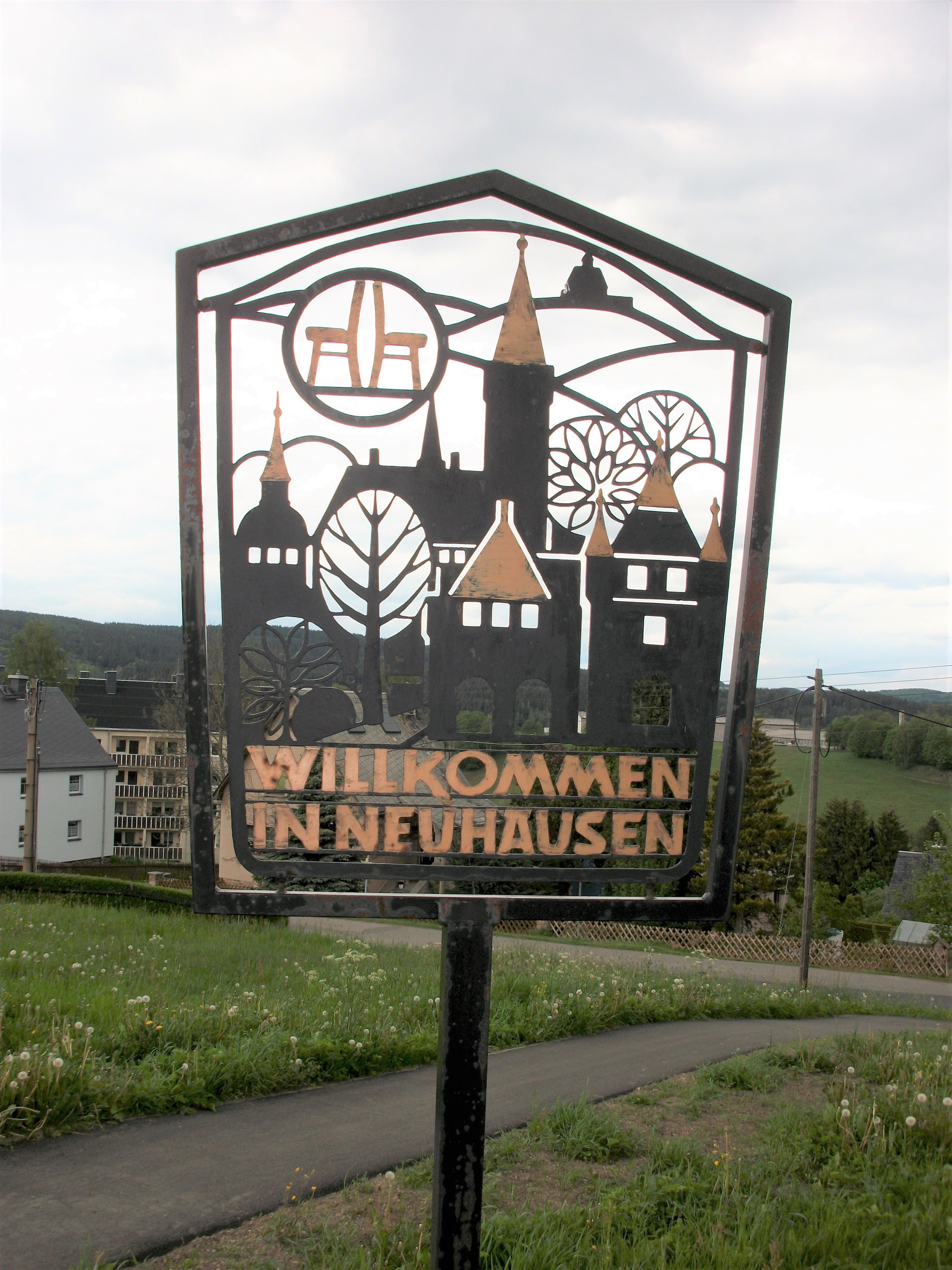
Neuhausen (Erzgeb.), Willkommenstafel

Die Gemeinde Neuhausen/Erzgeb. befindet sich im Übergangsgebiet vom Osterzgebirge zum Mittleren Erzgebirge, eingebettet im oberen Flöhatal. Das Gebiet erstreckt sich zwischen der Talsperre Rauschenbach, dem 837 m hohen Kohlberg, dem 834 m hohen Klugehübel sowie dem 789 m hohen Schwartenberg und befindet sich im Naturpark Erzgebirge/Vogtland.

## Geologie
Die Gemeinde befindet sich auf kristallinen Schiefern und Gneis. Sind im Ost-Erzgebirge meist Graugneise vorherrschend, so finden sich hier verstärkt grobkörnige Rotgneise. Im Bereich des Flöhatals liegt eine sehr alte, tektonisch mobile Zone, die Ost- und Mittelerzgebirge trennt. Erdgeschichtlich spielt die „Flöha-Zone“ wahrscheinlich bei der Erzgebirgshebung eine Rolle.

## Ortsgliederung
Die Ortsteile der Gemeinde Neuhausen/Erzgeb. sind:
Neuhausen, Cämmerswalde, Deutschgeorgenthal, Dittersbach, Frauenbach, Heidelbach, Neuwernsdorf und Rauschenbach.

## Geschichte
Ab etwa der Mitte des 19. Jahrhunderts nahm Neuhausen die Entwicklung zu einem Zentrum der Möbelindustrie im Erzgebirge mit dem Schwerpunkt Stuhlbau. Aus dieser Entwicklung heraus entstanden Fabriken, Wohnungen, Geschäfte, das Rathaus und das Postamt. Am 1. Oktober 1895 erhielt die Gemeinde auch den Anschluss an das sächsische Eisenbahnnetz, als die Bahnstrecke zwischen Olbernhau und Neuhausen eröffnet wurde. Damit hatte Neuhausen erstmals eine direkte Verbindung zu den Industriegebieten von Chemnitz und Umgebung.
Am 1. Juli 1950 wurde die bis dahin eigenständige Gemeinde Dittersbach b. Sayda eingegliedert.
Wahrzeichen des Ortes ist das Schloss Purschenstein. Im Jahr 1989 wurde das Schloss durch einen Dachgeschossbrand großteils zerstört. Der Außenbau konnte wiederhergestellt werden. Einige Innenräume wurden komplett, einige teilweise wiederhergerichtet. Im Jahr 2005 wurde das Schloss an einen niederländischen Investor verkauft, der dieses zu einem Schlosshotel umbaute.

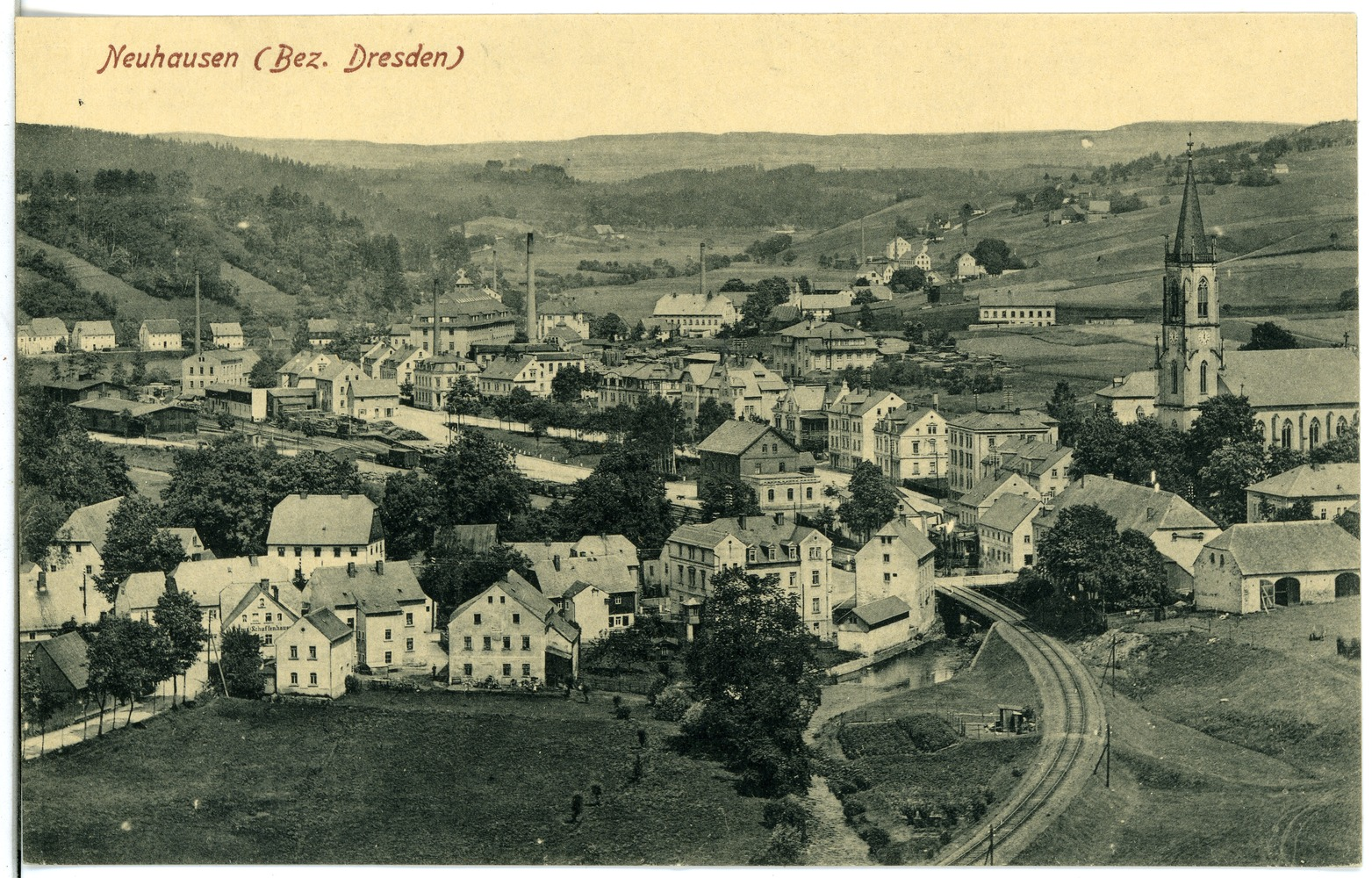
Historische Ortsansicht (1919)
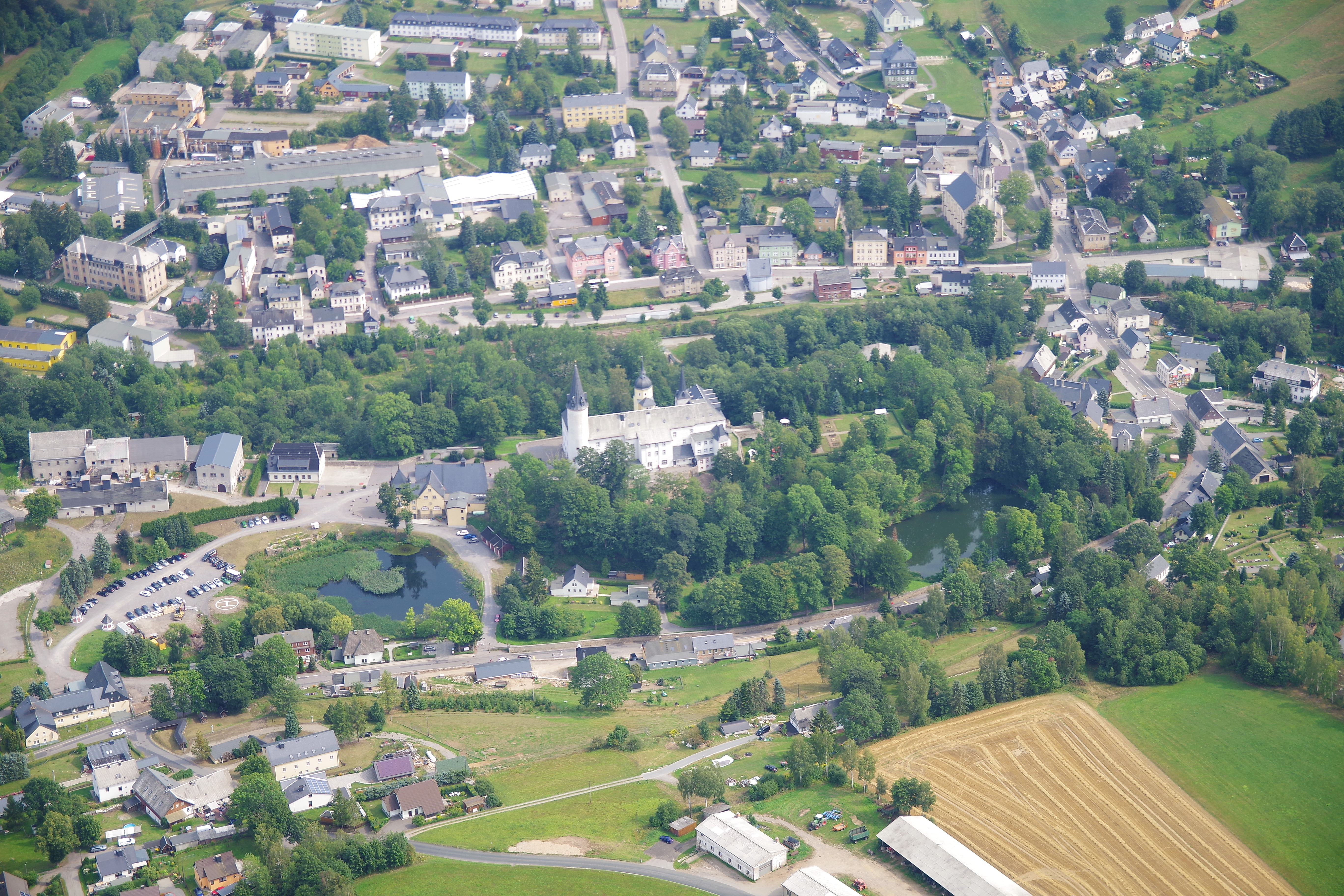
Luftaufnahme von Neuhausen (2019)
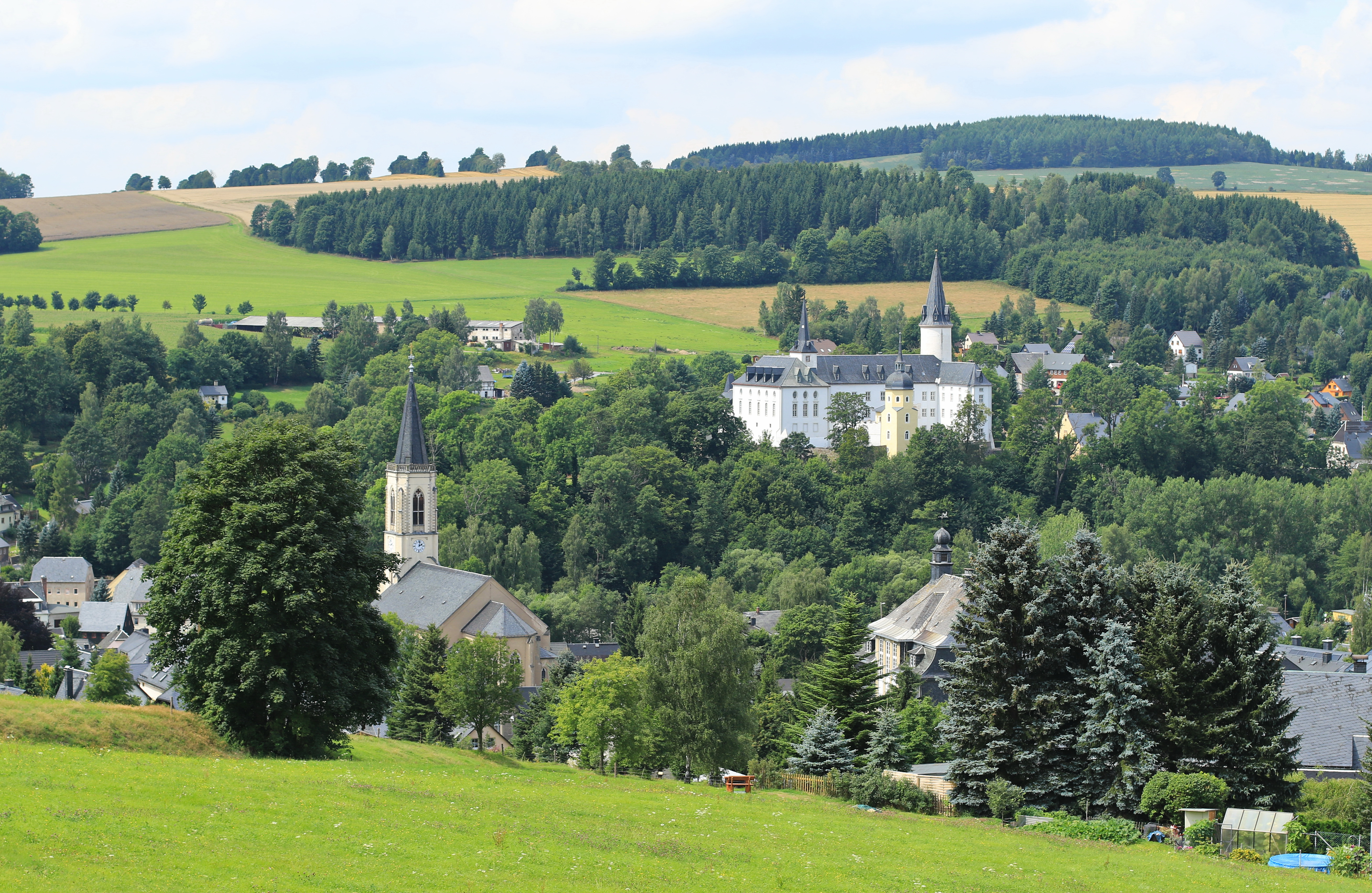
Blick auf die Kirche und Schloss Purschenstein (2017)
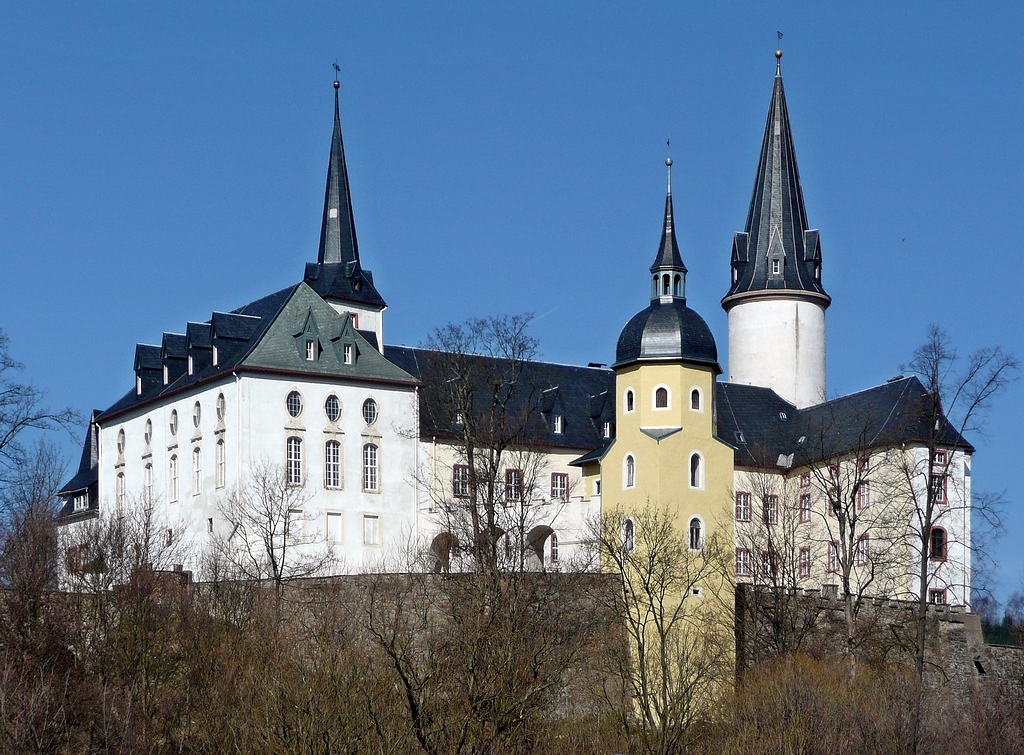
Schloss Purschenstein (2010)
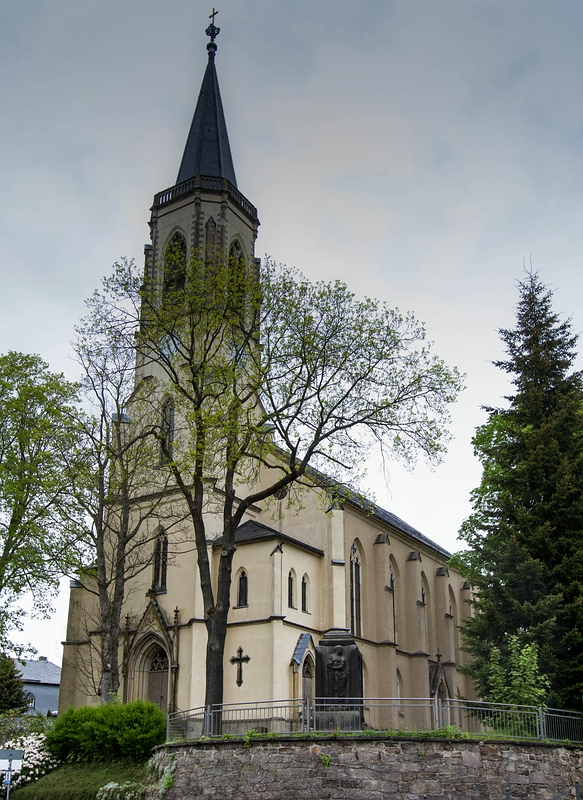
Blick auf die Kirche (2015)
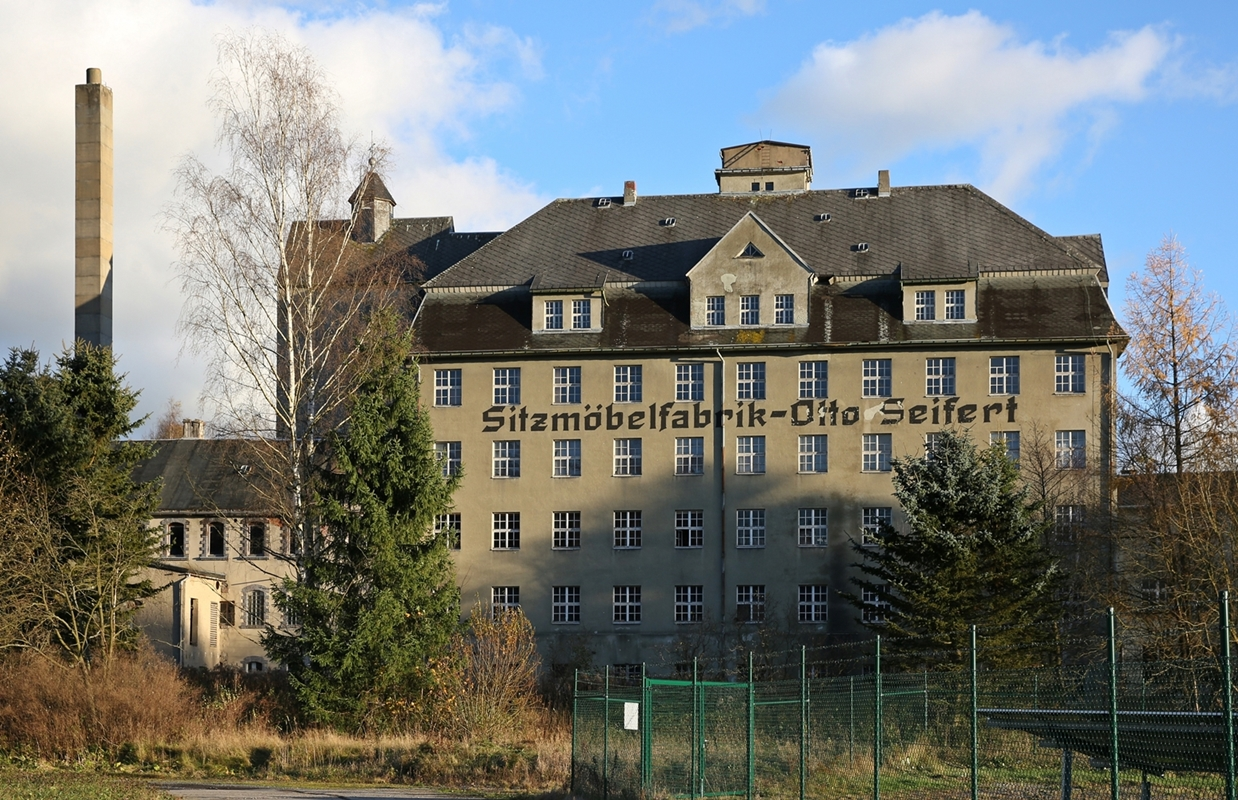
ehem. Sitzmöbelfabrik Otto Seifert (2017)
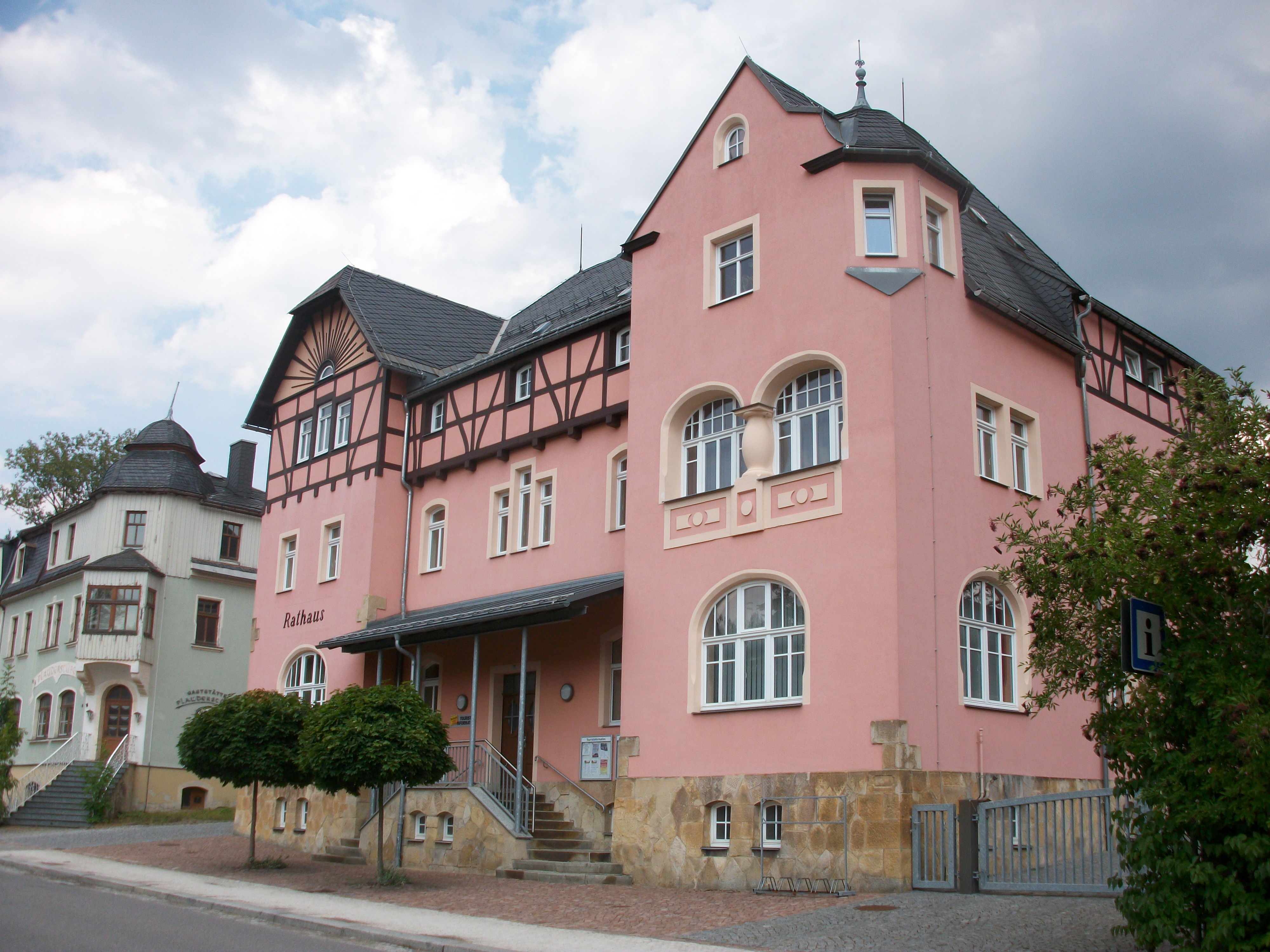
Rathaus Neuhausen/Erzgeb.

### Einwohnerentwicklung
Einwohnerzahlen beziehen sich ab 1982 auf den 31. Dezember des voranstehenden Jahres mit Gebietsstand Januar 2007:
| bis 1899                                          | 1900 bis 1945 | 1946 bis 1989 | 1990 bis 1999 | 2000 bis 2009 | ab 2010    |
| ------------------------------------------------- | ------------- | ------------- | ------------- | ------------- | ---------- |
| 1551/52: ca. 170 (25 besessene Mann, 66 Inwohner) | 1910: 2875    | 1946: 3243    | 1990: 3676    | 2000: 3447    | 2010: 3003 |
| 1551/52: ca. 170 (25 besessene Mann, 66 Inwohner) | 1925: 2863    | 1971: 3184    | 1991: 3635    | 2001: 3392    | 2011: 2890 |
| 1764: ca. 220 (24 besessene Mann, 18 Häusler)     | 1939: 3039    | 1982: 4100    | 1992: 3598    | 2002: 3366    | 2012: 2829 |
| 1764: ca. 220 (24 besessene Mann, 18 Häusler)     |               | 1983: 4055    | 1993: 3712    | 2003: 3346    | 2013: 2771 |
| 1834: 1072                                        |               | 1984: 3983    | 1994: 3674    | 2004: 3310    | 2014: 2730 |
| 1871: 1492                                        |               | 1985: 3919    | 1995: 3615    | 2005: 3266    | 2015: 2678 |
| 1890: 1701                                        |               | 1986: 3874    | 1996: 3581    | 2006: 3204    | 2019: 2592 |
|                                                   |               | 1987: 3836    | 1997: 3565    | 2007: 3130    |            |
|                                                   |               | 1988: 3846    | 1998: 3545    | 2008: 3108    |            |
|                                                   |               | 1989: 3773    | 1999: 3487    | 2009: 3054    |            |

(Quellen: Akademie der Wissenschaften der DDR 1985, Statistisches Landesamt des Freistaates Sachsen)

## Politik

### Gemeinderat
Seit der Gemeinderatswahl am 9. Juni 2024 verteilen sich die 13 Sitze des Gemeinderates folgendermaßen auf die einzelnen Gruppierungen:
- Freie Wählergemeinschaft „Jugend und Sport“: 9 Sitze
- CDU: 3 Sitze
- AfD: 1 Sitz (ein Sitz bleibt mangels Bewerber unbesetzt)

| Gemeinderat ab 2024Insgesamt 13 Sitze - FW: 9 - CDU: 3 - AfD: 1 Ein Sitz der AfD bleibt unbesetzt. Der Gemeinderat verkleinert sich entsprechend. | Liste                                       | 2024   | 2024   | 2019   | 2019   | 2014   | 2014   |
| Gemeinderat ab 2024Insgesamt 13 Sitze - FW: 9 - CDU: 3 - AfD: 1 Ein Sitz der AfD bleibt unbesetzt. Der Gemeinderat verkleinert sich entsprechend. | Liste                                       | Sitze  | in %   | Sitze  | in %   | Sitze  | in %   |
| Gemeinderat ab 2024Insgesamt 13 Sitze - FW: 9 - CDU: 3 - AfD: 1 Ein Sitz der AfD bleibt unbesetzt. Der Gemeinderat verkleinert sich entsprechend. | Freie Wählergemeinschaft „Jugend und Sport“ | 9      | 65,6   | 9      | 61,9   | 7      | 46,4   |
| Gemeinderat ab 2024Insgesamt 13 Sitze - FW: 9 - CDU: 3 - AfD: 1 Ein Sitz der AfD bleibt unbesetzt. Der Gemeinderat verkleinert sich entsprechend. | CDU                                         | 3      | 18,4   | 4      | 28,5   | 7      | 47,2   |
| Gemeinderat ab 2024Insgesamt 13 Sitze - FW: 9 - CDU: 3 - AfD: 1 Ein Sitz der AfD bleibt unbesetzt. Der Gemeinderat verkleinert sich entsprechend. | AfD                                         | 1      | 15,1   | 1      | 9,7    | –      | –      |
| Gemeinderat ab 2024Insgesamt 13 Sitze - FW: 9 - CDU: 3 - AfD: 1 Ein Sitz der AfD bleibt unbesetzt. Der Gemeinderat verkleinert sich entsprechend. | Linke                                       | –      | –      | –      | –      | –      | 6,4    |
| Gemeinderat ab 2024Insgesamt 13 Sitze - FW: 9 - CDU: 3 - AfD: 1 Ein Sitz der AfD bleibt unbesetzt. Der Gemeinderat verkleinert sich entsprechend. | Wahlbeteiligung                             | 65,7 % | 65,7 % | 63,6 % | 63,6 % | 53,6 % | 53,6 % |

### Bürgermeister
| 1. Januar 1994 – 31. Juli 1994 | Siegfried Morgenstern |                          |
| 1. August 1994 – 31. Juli 2001 | Wolfgang Wagner       | Wahl: 1994               |
| 1. August 2001 – 31. Juli 2021 | Harry Peter Haustein  | Wahlen: 2001, 2008, 2015 |
| seit 1. August 2021            | Andreas Drescher      | Wahl: 2021               |

### Partnerschaft
- Affalterbach, eine Gemeinde im Landkreis Ludwigsburg in Baden-Württemberg.

## Kultur & Sehenswürdigkeiten
- siehe auch: Liste der Kulturdenkmale in Neuhausen/Erzgeb.

### Museen

#### Europas erstes Nussknackermuseum
Das erste und größte Nussknackermuseum Europas enthält rund 6151 Exemplare aus 30 Ländern (Stand September 2020). Besondere Attraktion ist der größte funktionsfähige Nussknacker der Welt mit 10,10 m Höhe, der am 9. August 2008 den bisherigen 5,87 Meter großen im Eingangsbereich stehenden Rekordhalter (Guinness-Buch der Rekorde) ablöste. Außerdem steht vor dem Museum die weltgrößte Spieldose.

#### Glashüttenmuseum des Erzgebirges
Das Glashüttenmuseum des Erzgebirges befindet sich in der ehemaligen Fronfeste von Schloss Purschenstein und zeigt unter anderem eine Glashütte aus der Zeit von Georgius Agricola, eine Werkstattstube und weitere Schrift- und Sachzeugen der erzgebirgischen Glasmacherei sowie der Geschichte Neuhausens bzw. Purschensteins. Das im Mai 1996 eröffnete Museum beherbergt Zeugnisse vom einstigen Glasmachen im Erzgebirge, die bis in die Besiedlungszeit um 1200 zurückreichen und bereits für das Mittelalter den Begriff „Glasland“ für die Region des sächsisch-böhmischen Erzgebirges rechtfertigen.

#### Technisches Museum „Alte Stuhlfabrik“
Das Technische Museum „Alte Stuhlfabrik“ gibt die Geschichte des Stuhlbaus in Neuhausen wieder.

#### Schauflugzeuge Cämmerswalde
In Cämmerswalde stehen zwei ausrangierte Flugzeuge, eine Interflug Il-14 und das Jagdflugzeug MiG-21, zur Besichtigung. Die Il-14 wurde auf Antrag der damaligen Gemeinde Cämmerswalde 1973 dort aufgestellt, die MiG-21 aus Beständen der Nationalen Volksarmee der DDR folgte 2001 und im August 2006 ein Mi-2-Hubschrauber der sowjetischen Fluggesellschaft Aeroflot.

#### Motorradausstellung
In der ehemaligen Berufsschule befindet sich die Motorradausstellung Neuhausen/Erzgeb. mit der kompletten Sammlung aller in der DDR produzierten und importierten Motorradmodelle der Jahre 1945 bis 1989.

#### Gedenkstätten
- Grabstätte und Gedenkstein für 23 KZ-Häftlinge aus Frankreich, Ungarn, Polen und der Sowjetunion, die in einer Kolonne aus dem Außenlager Neu-Stassfurt des KZ Buchenwald kommend, durch den Ort getrieben und von SS-Männern ermordet wurden.
- Gedenkkreuz (geweiht 1957) für die Opfer beider Weltkriege auf dem Friedhof an der Kirche in Cämmerswalde. Am 22. Juli 2007, zum 800. Ortsjubiläum, wurden vom Heimatverein Cämmerswalde zwei Tafeln mit den Namen der Gefallenen angebracht und vom Pfarrer geweiht.
- Denkmal für die Gefallenen des Ersten Weltkrieges, errichtet 1923 vor der Schule in Cämmerswalde. 1945 wurde der Adler als vermeintliches Nazi-Symbol entfernt, er ging verloren. 1973 wurde das Denkmal auf den Friedhof umgesetzt, weil vor der Schule ein Brunnen errichtet wurde.
- Grabstätte auf dem Friedhof in Cämmerswalde für einen namentlich bekannten sowjetischen Bürger, der während des Zweiten Weltkrieges nach Deutschland verschleppt und ein Opfer von Zwangsarbeit wurde.

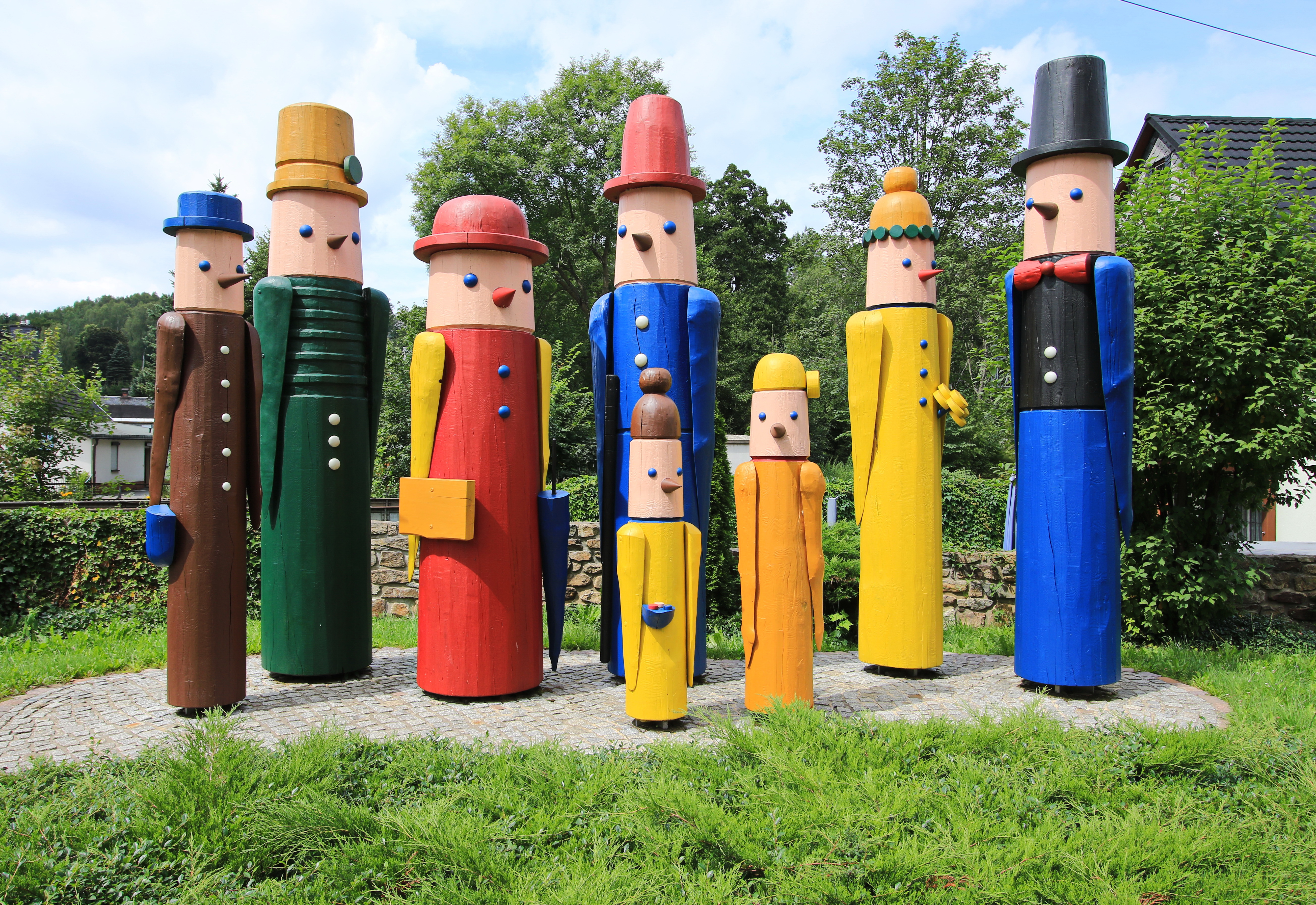
Holzfiguren der Purschensteiner Vogelhochzeit (2017)
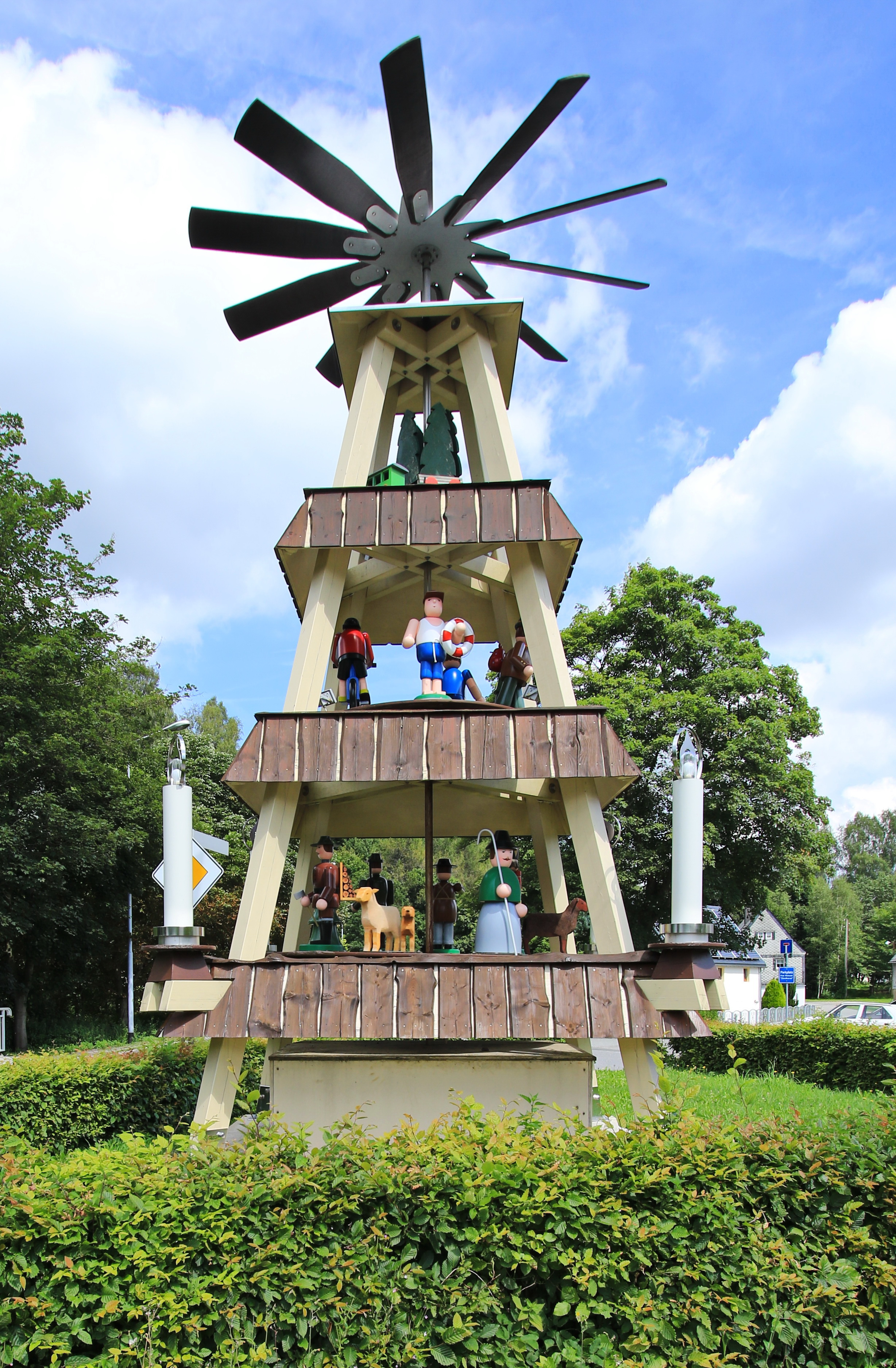
Ortspyramide (2017)
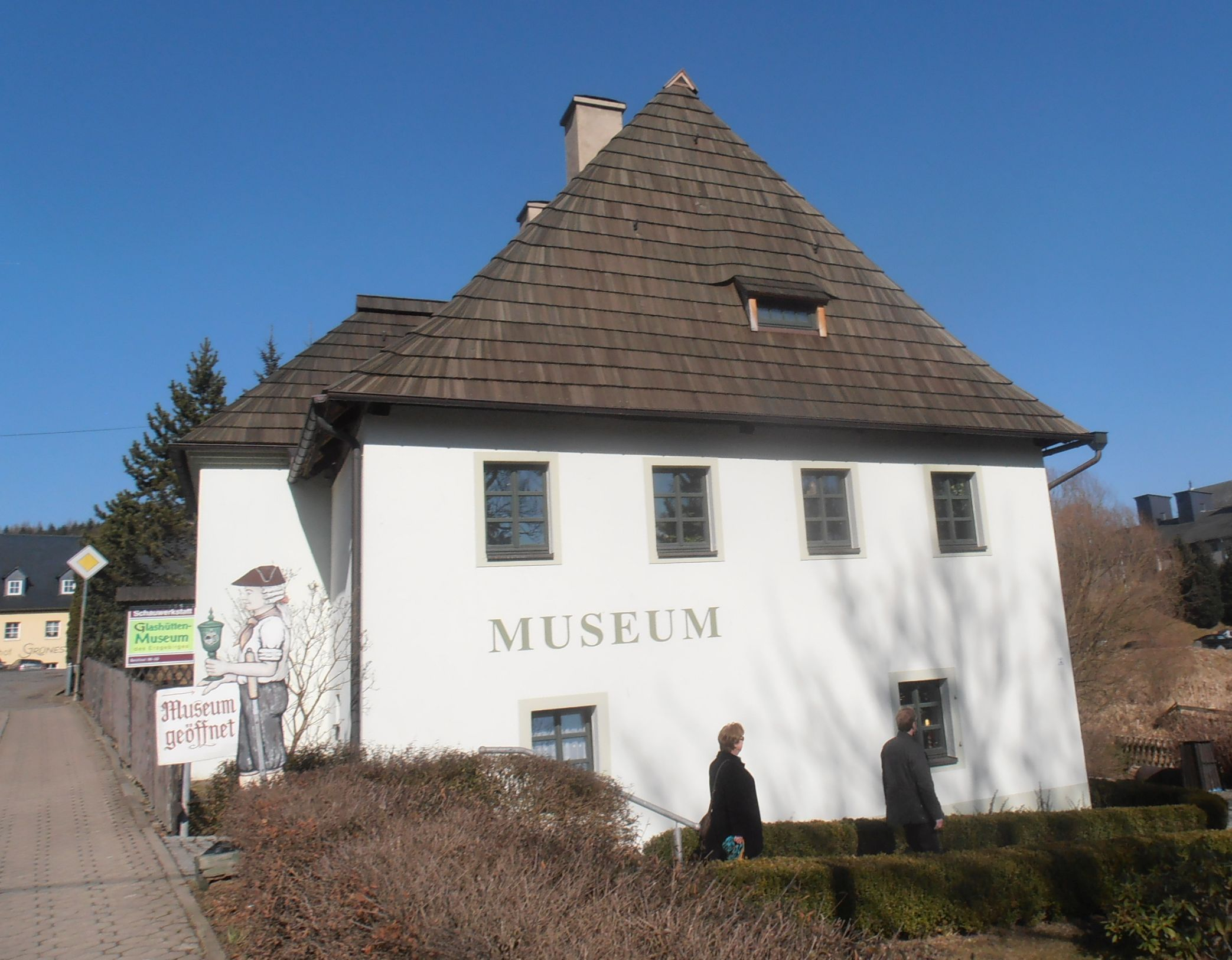
Glashüttenmuseum (2014)
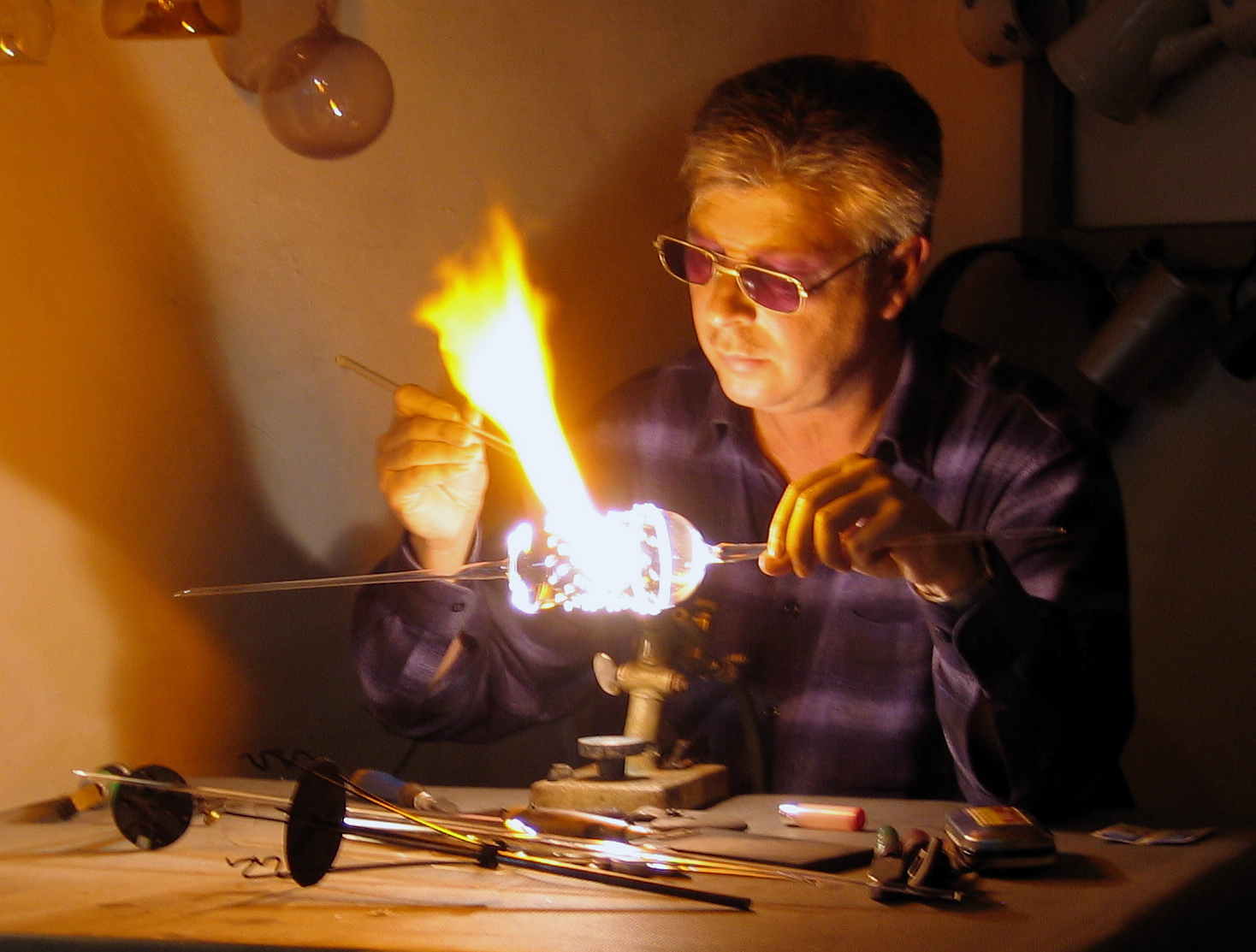
Glashüttenmuseum (2009)
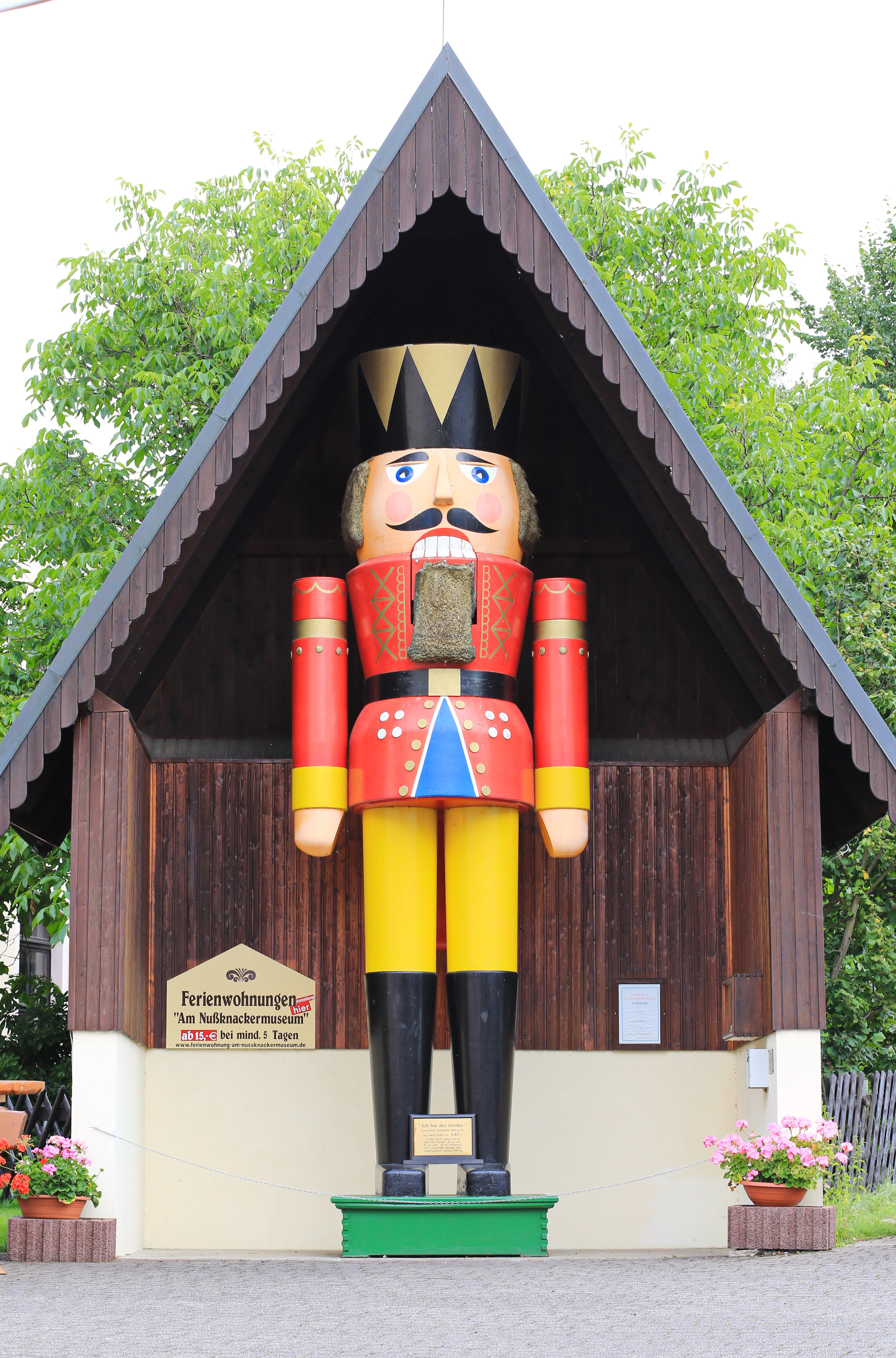
Nussknackermuseum (2017)
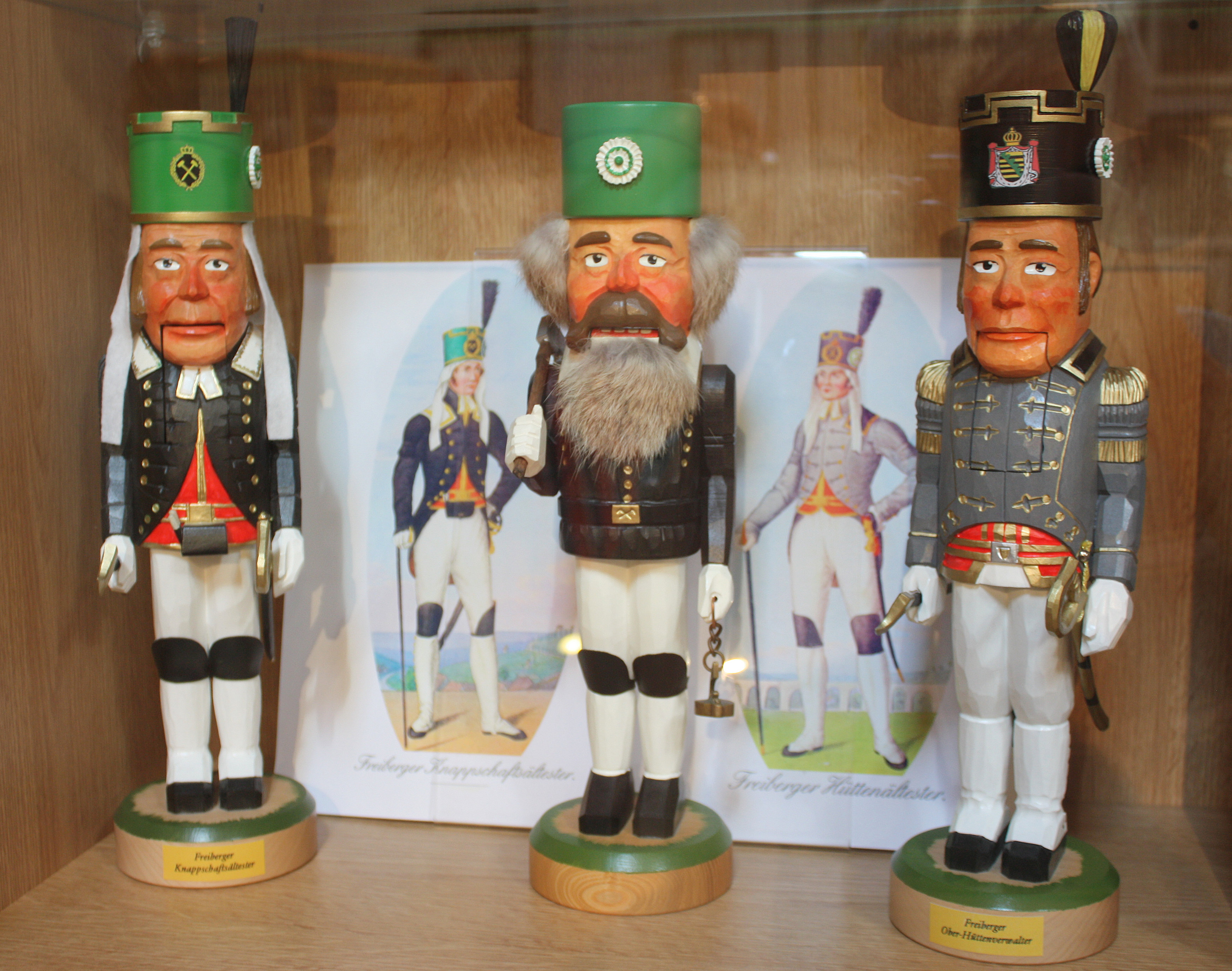
Nussknackermuseum (2015)

## Verkehr
Der Bahnhof Neuhausen (Erzgeb) ist die Endstation der Bahnstrecke Pockau-Lengefeld–Neuhausen. Der Güterverkehr wurde 1994 eingestellt, der Personenverkehr 2001. 2023 wurde die Strecke stillgelegt. Ab Olbernhau-Grünthal verkehrt die Linie RB 81 der Erzgebirgsbahn nach Chemnitz Hauptbahnhof.

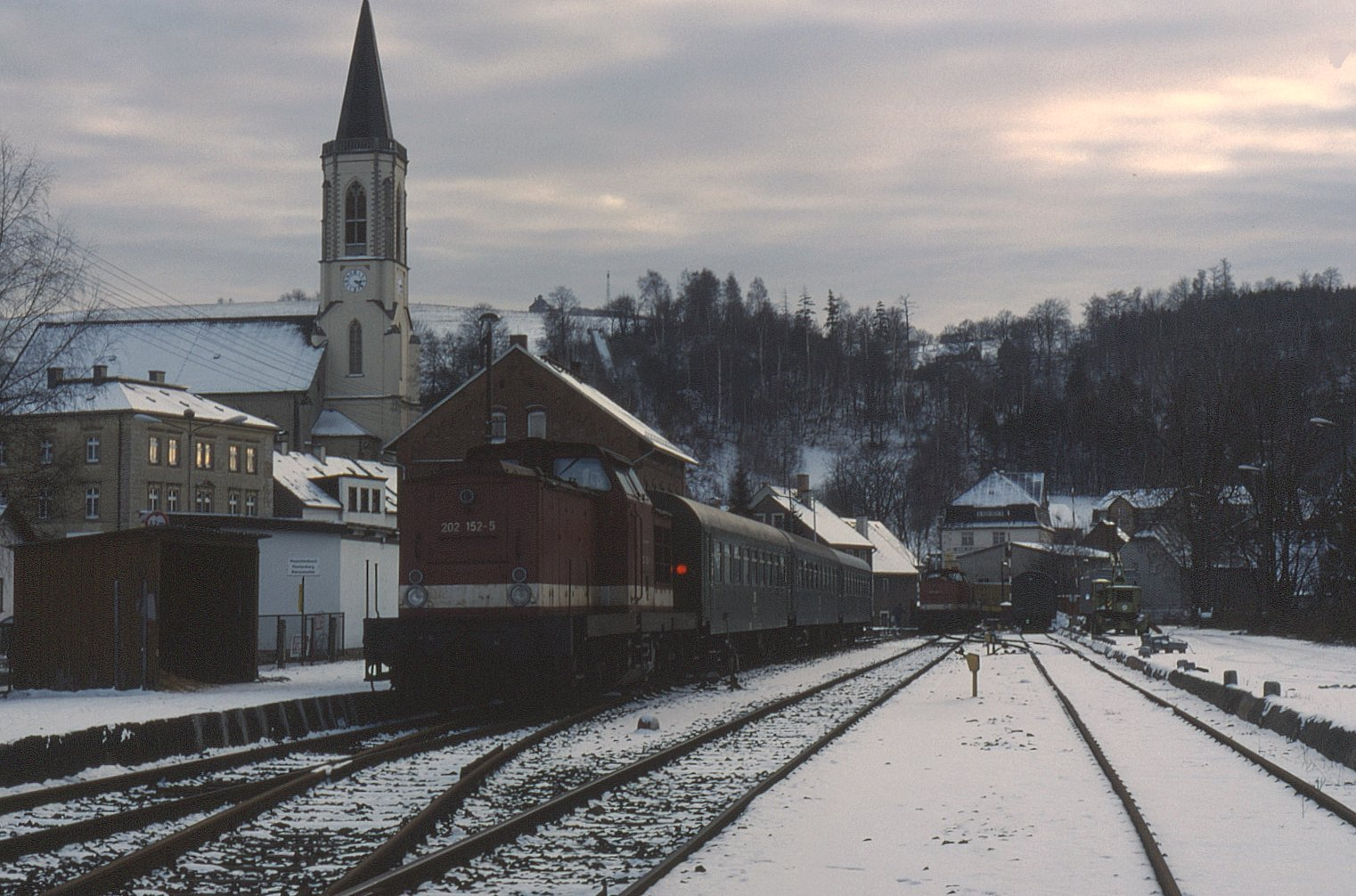
Zugverkehr im Bahnhof Neuhausen (1994)
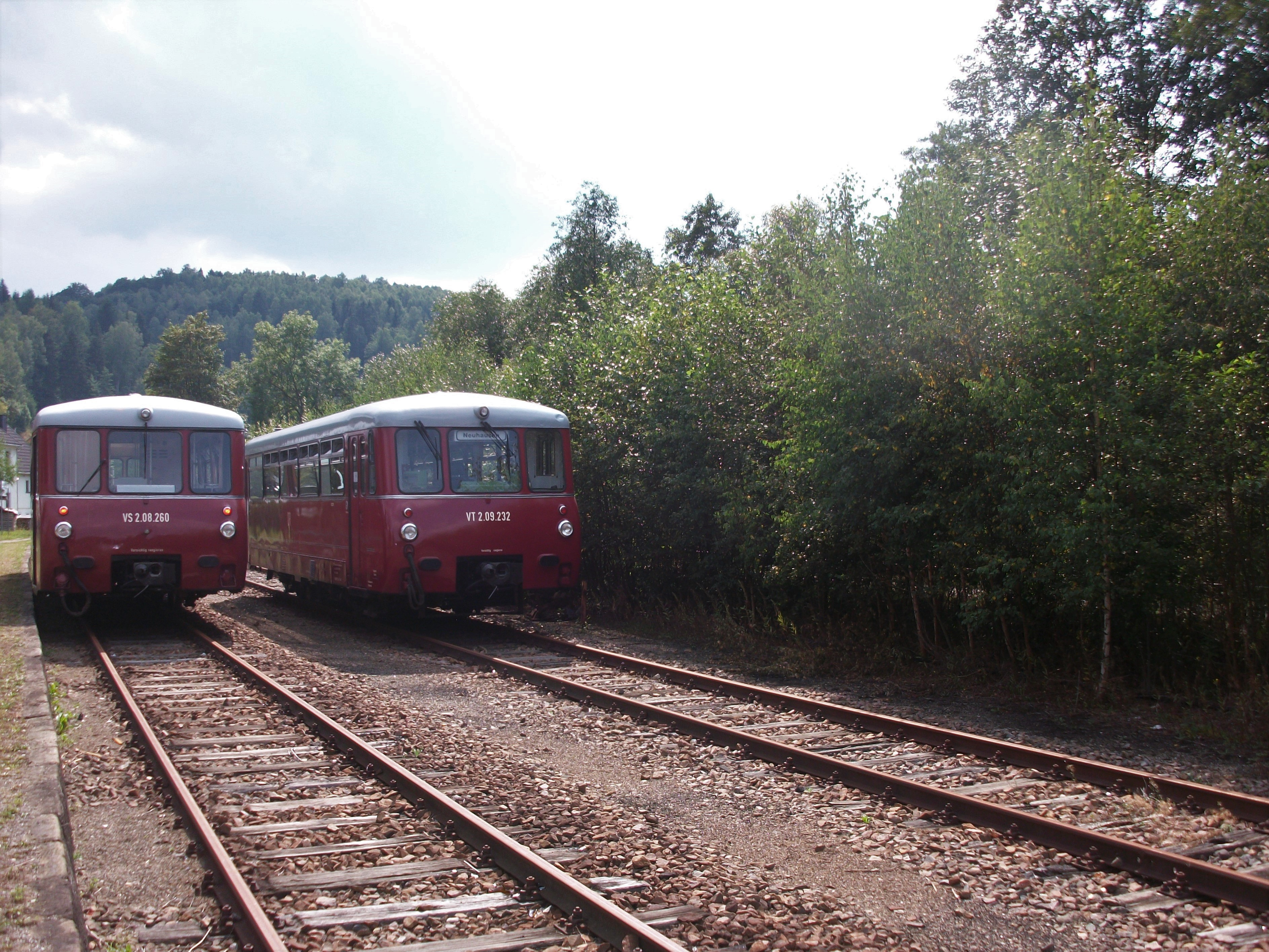
Schienenbusbegegnung im Bahnhof Neuhausen (Erzgeb) (2018)
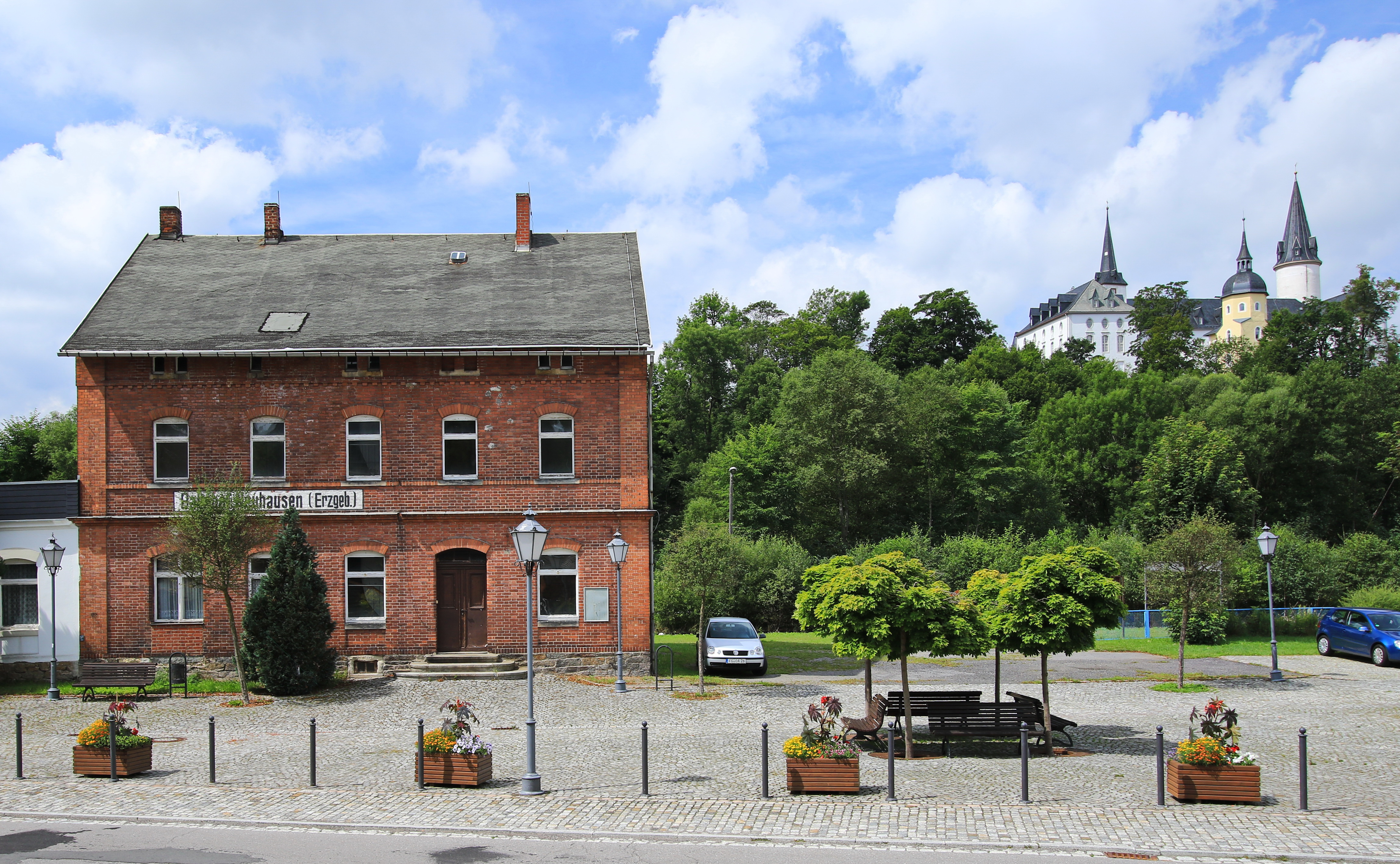
Bahnhof und Schloss Purschenstein

## Sport
Die Gemeinde war bis 2018 staatlich anerkannter Erholungsort und bietet den Gästen neben dem Freibad und dem Schwartenbergstadion zahlreiche Anlagen des Wintersports, im Winter sind über 30 km Langlaufloipen gespurt. Traditioneller Wintersportort ist die Gemeinde spätestens mit den seit 1923 jährlich stattfindenden Langlaufwettkämpfen des Schwartenberglaufs. Im Sommer ist die Region auch ein für den Flugsport genutztes Gebiet.

### SSV Blau-Weiß Neuhausen
Die Sächsische Sportvereinigung Blau-Weiß Neuhausen wurde am 15. August 1990 gegründet, ist Nachfolger der am 6. April 1970 gebildeten Industriesportgemeinschaft ISG Neuhausen. Unabhängig von der Fußballer-Fusion bestehen Abteilungen im Wintersport und Tischtennis in der SSV Blau-Weiß Neuhausen.

### FV Neuhausen-Cämmerswalde
Am 26. März 2007 fusionierte die Fußball-Abteilung mit der des SV Eintracht Cämmerswalde zum FV Neuhausen-Cämmerswalde. Dem Fußballverein gehören 100 Mitglieder aus beiden Orten an. Die Männer spielen im Neuhausener Schwartenbergstadion und auf dem Cämmerswalder Sportplatz neben dem „Haus des Gastes“.

## Persönlichkeiten
- Johann Ehrenfried Wagner (1724–1807), Pfarrer, Autor, Waisenhausgründer und Konsistorialrat
- Friedrich Ferdinand Flemming (1778–1813), Arzt, Sänger und Komponist
- Wilhelm Walther (1826–1913), geboren im heutigen Ortsteil Cämmerswalde, Künstler und Schöpfer des Fürstenzuges am Dresdner Schloss
- Erich Matthes (1888–1970), völkischer Verleger und erzgebirgischer Heimatforscher
- Paul Thümmel (1902–1945), Doppelagent
- Renate Bellmann (1924–1999), Rechtswissenschaftlerin und Bibliothekarin
- Joachim Wermann (1925–2016), Maler
- Ehrhardt Heinold (1930–2020), langjähriger Buchhändler, Verlagsberater, Autor und Herausgeber in Hamburg. Autor der Buchserie Erzgebirgisches Weihnachts-, Brauchtum- und Spielzeug-ABC
- Konrad Winkler (* 1955), Nordischer Kombinierer, Weltmeister 1978
- Janko Neuber (* 1971), Skilangläufer und Trainer